# رشته‌کوه اوکلایات
رشته‌کوه اوکلایات (روسی: хребет Укэлаят) یک رشته‌کوه در سرزمین کامچاتکای کشور روسیه است.